# Homfeld
Homfeld è una frazione (Ortsteil) del comune di Bruchhausen-Vilsen, nel land della Bassa Sassonia, in Germania.

## Storia
Già comune autonomo nel circondario della contea di Hoya, nel 1934 assorbì il territorio del dissolto comune di Heiligenberg; fu soppresso e incorporato a Bruchhausen-Vilsen il 1º marzo 1974.